# هنري إيريتون
هنري إيريتون (من مواليد عام 1611، وتوفي في 26 نوفمبر من عام 1651) هو جنرال إنجليزي خدم في الجيش البرلماني خلال الحرب الأهلية الإنجليزية، وهو زوج ابنة أوليفر كرومويل. 

## النشأة
كان إيريتون الابن البكر لعائلة إيريتون من قرية أتينبورغ الواقعة في مقاطعة نوتنغهامشير في المملكة المتحدة، عُمّد في كنيسة السيدة مريم في الثالث من شهر نوفمبر من عام 1611. أصبح إيريتون في عام 1626 طالبًا نبيلًا في كلية الثالوث في جامعة أوكسفورد، وتخرج منها بدرجة البكالوريوس في الآداب عام 1629، وانضم في نفس العام إلى جمعية «ميدل تيمبل». 

## الحرب الأهلية الإنجليزية
انضم إيريتون، عند اندلاع الحرب الأهلية الإنجليزية، إلى الجيش البرلماني، وقاتل في شهر أكتوبر من عام 1642 في معركة إيدج هيل، وشارك أيضًا في شهر يوليو من عام 1643 في معركة جينزبورو. عين أوليفر كرومويل صهره إيريتون نائبًا لحاكم منطقة آيل أوف إيلاي وخدم تحت سلطة إيرل مانشستر في حملة يوركشاير، وفي معركة نيوبري الثانية. وقف إيريتون، بعد ذلك، إلى جانب أوليفر كرومويل ضد إيرل، بعد الاتهامات التي وجهت له بعدم الكفاءة.
نجح إيريتون، قبل ليلة واحدة من انطلاق معركة ناسيبي في شهر يونيو من عام 1645، في مفاجأة الجيش الملكي وأسر العديد من رجاله. عُين إيريتون في اليوم الذي تلا عمليته هذه، باقتراح من أوليفر كرومويل كمفوض عام، لقيادة الجناح الأيسر في الجيش، وكان كرومويل نفسه هو من يتولى قيادة الجناح الأيمن فيه. دُمر الجناح الأيسر للجيش البرلماني الذي كان تحت قيادة إيريتون بعد أن شن القائد العسكري روبرت إلرايني هجومًا عنيفًا عليه، تعرض هنري إيريتون للإصابة خلال هذا الهجوم، وأُخذ أسيرًا. تمكن كرومويل بعد ذلك من دحر الملكيين، وحرر بذلك سجناءه بمن فيهم هنري إيريتون. 
كان إيريتون أحد الموجودين ضمن حصار بريستول في شهر سبتمبر من عام 1645، وشارك فيما بعد في الحملة التي تمكنت من الإطاحة بالنظام الملكي. دخل إيريتون في 30 من شهر أكتوبر عام 1645، البرلمان البريطاني كنائب عن دائرة آبلباي الانتخابية. تزوج إيريتون في 15 يونيو من عام 1646، أثناء حصار أكسفورد، من بريدجيت كرومويل، الابنة الكبرى لأوليفر كرومويل. جعل هذا الزواج من مسيرة حياة إيريتون مرتبطة بشكل مباشر مع مسيرة حياة والد زوجته «أوليفر كرومويل».

## الآراء والمناقشات السياسية حول مستقبل الملكية
كان إيريتون، في بادئ الأمر، معتدلًا في آرائه السياسية، وعرف بمعارضته للتطرف خلال مناقشات بيوتني، وأبدى نفورًا من آراء الجمهوريين والاشتراكيين التي اعتبرها غير عملية ولها خطورة على أسس المجتمع، ورغب بالحفاظ على دستور الملك، واللوردات، والعموم، وطالب بذلك خلال مفاوضات الجيش مع البرلمان، وفي المؤتمرات مع الملك، لكونه الشخص الموكل بشكل رئيسي بصياغة مقترحات الجيش، بما في ذلك البيان الذي حمل اسم «المقترحات الأساسية»، والذي تضمن اقتراحًا بإقامة نظام ملكي دستوري. حاول إيريتون منع حدوث شرخ بين الجيش والبرلمان، ولكنّه أيد، بعد وقوع الأمر، إطلاق مفاوضات مع الملك، ما أدى إلى تراجع شعبيته. 
فقد إيريتون في نهاية الأمر الأمل من تحقيق محادثاته مع الملك تشارلز لأي نتيجة تذكر. فتعامل، بعد رحلة الملك إلى جزيرة وايت، مع المقترحات الإضافية له بقلة اهتمام، وحث البرلمان على إقامة إدارة بمعزل عنه. خدم إيريتون، خلال فترة الحرب الأهلية الثانية تحت قيادة اللورد توماس فيرفاكس، في الحملات العسكرية في مقاطعتي كنت وإسكس. كان فيرفاكس «اللورد العام» المسؤولَ عن إعدام السير تشارلز لوكاس والسير جورج ليزلي في مدينة كولشيتسر، على الرغم من اقتناع البعض بأن هنري إيريتون هو من كان مسؤولًا عن هذه الإعدامات.